# ویتنام در المپیک تابستانی ۲۰۲۴
کاروان المپیکی ویتنام، یکی از کاروان‌های شرکت‌کننده در بازی‌های المپیک تابستانی ۲۰۲۴ بود. این دوره از بازی‌ها از ۲۶ ژوئیه تا ۱۱ اوت ۲۰۲۴ (۵ تا ۲۱ امرداد ۱۴۰۳ خورشیدی) به میزبانی پاریس، پایتخت فرانسه برگزار شد. این حضور، یازدهمین حضور ورزشکاران ویتنامی تحت عنوان یک کشور یکپارچه در ادوار المپیک محسوب می‌شود، گرچه پیش از آن نیز این ورزشکاران شش دوره دیگر را تحت عنوان دولت ویتام و یا ویتنام جنوبی شرکت کردند، به جز دو مورد؛ المپیک ۱۹۷۶ در نتیجه تحت تاثیر قرار گرفتن مناطق جنگی کشور در طول جنگ ویتنام و المپیک ۱۹۸۴ مسکو، به عنوان بخشی از تحریم‌کنندگان المپیک به رهبری شوروی. ویتنامی‌ها پس از المپیک ۲۰۱۶، نتوانستند هیچ مدالی را کسب کنند و این روند در دو دوره ۲۰۲۰ توکیو و ۲۰۲۴ پاریس نیز ادامه داشت.

## شرکت‌کنندگان
ورزشکاران این کاروان در رشته‌های زیر به رقابت پرداختند.
| ورزش              | مردان | زنان | مجموع |
| ----------------- | ----- | ---- | ----- |
| تیراندازی با کمان | ۱     | ۱    | ۲     |
| دو و میدانی       | ۰     | ۱    | ۱     |
| بدمینتون          | ۱     | ۱    | ۲     |
| بوکس              | ۰     | ۲    | ۲     |
| قایقرانی          | ۰     | ۱    | ۱     |
| دوچرخه‌سواری       | ۰     | ۱    | ۱     |
| جودو              | ۰     | ۱    | ۱     |
| روئینگ            | ۰     | ۱    | ۱     |
| تیراندازی         | ۰     | ۲    | ۲     |
| شنا               | ۱     | ۱    | ۲     |
| وزنه‌برداری        | ۱     | ۰    | ۱     |
| مجموع             | ۴     | ۱۲   | ۱۶    |